# Gloomhaven
Gloomhaven és un joc de tauler cooperatiu de fantasia dissenyat per Isaac Childres i publicat per Cephalofair Games en 2017. És un joc de masmorres basat en campanyes amb una història en arbre que disposa de 95 escenaris diferents, 17 classes jugables i més de 1500 cartes, en una caixa que pesa uns 10 kilograms. Gloomhaven ha tingut bones crítiques, culminant amb aconseguir la posició de millor joc de tauler per BoardGameGeek des de 2017, quan es va publicar, i obtenint el Origins Award al millor joc de l'any en 2018.

## Mecànica
Gloomhaven es juga en campanyes de temàtica fantàstica, en què els jugadors intenten vèncer en escenaris basats en el combat d'escaramusses tàctiques contra els enemics, que augmenta de dificultat en funció del nombre i nivell dels jugadors. El joc, per a un a quatre jugadors, és cooperatiu i basat en una campanya que es desenvolupa en un format heretat, en la que les decisions i events de cada escenari afecten al desenvolupament de la història, amb adhesius que es col·loquen al tauler i cartes i sobres tancats que s'obren quan es compleixen certs criteris.